# Mirabella Imbaccari

Ubicació de Mirabella Imbaccari dins de la província

Mirabella Imbaccari (sicilià Li Maccari) és un municipi italià, dins de la ciutat metropolitana de Catània. L'any 2006 tenia 5.634 habitants. Limita amb els municipis de Caltagirone, Piazza Armerina (EN) i San Michele di Ganzaria.

## Administració
| Període | Identitat              | Partit |
| ------- | ---------------------- | ------ |
| 2007-   | Vincenzo Marchingiglio | AN     |